# Stine Lund Andreassen
Stine Lund Andreassen, née le 11 novembre 1986 à Bergen, est une handballeuse norvégienne qui évolue au poste de demi-centre.

## Biographie
Formée au Tertnes Bergen où elle effectue une grande partie de sa carrière, elle quitte le championnat norvégien à l'été 2014, après avoir été élue meilleure demi-centre de la compétition, et rejoint l'Union Mios Biganos-Bègles.
Après une bonne saison en Gironde, marquée notamment par la victoire en coupe Challenge, elle souhaite se rapprocher de son pays natal et s'engage à l'été 2015 avec le club suédois du IK Sävehof, champion de Suède et qualifié pour la Ligue des champions. 

## Palmarès
compétitions internationales
- vainqueur de la coupe Challenge en 2015 avec l'Union Mios Biganos-Bègles

compétitions nationales
- championne de Suède en 2016 avec IK Sävehof
- finaliste de la coupe de la Ligue en 2015 avec Mios Biganos-Bègles